# Jezuitská rezidence (Bohosudov)
Jezuitská rezidence v Bohosudově je raně barokní klášter jezuitského řádu, který existoval v letech 1652–1773, 1853–1950. Nachází se na Mariánském náměstí v Bohosudově, části obce Krupka v okrese Teplice Ústeckého kraje. Objekt je chráněna jako kulturní památka.

## Historie

### Počátky
Vznik jezuitské rezidence, později koleje v Bohosudově, je úzce spojen s úctou k milostné sošce Panny Marie Bolestné, k níž již od 15. století přicházela procesí zbožných věřících a o níž se od roku 1587 starali nejprve jezuité z klementinské koleje v Praze a po vzniku koleje v Chomutově tamní jezuité.
Roku 1618 byli jezuité vyhnáni ze země a po svém návrtu roku 1621 se chomutovští jezuité ujali poutního chrámu v Bohosudově. V době třicetileté války museli několikrát prchnout, a tak se klid dostavil až po uzavření míru.
V Bohosudově žilo již dříve vždy několik členů jezuitské koleje z Chomutova, a protože po válce začala v souvislosti s rekatolizací země návštěvnost Bohosudova prudce stoupat, rozhodlo se vedení české provincie zbudovat v Bohosudově samostatnou rezidenci. Toto rozhodnutí bylo posíleno i odkazem Anny Marie von Bleileben, která věnovala jezuitům ve své poslední vůli sousední panství Soběchleby, a tak mohla být již o Vánocích roku 1652 zahájena v těsném sousedství poutního kostela stavba bohosudovské rezidence. Prvním zdejším jezuitou byl P. Ondřej Eberle a zprvu zde byli jen dva misionáři. Do roku 1665 se počet zvýšil na čtyři.
Od počátku se jezuité starali nejen o poutní kostel, ale začali v Bohosudově budovat i své školství a samozřejmě byli i horlivými misionáři. Do Bohosudova přicházeli s procesími i světští a řádoví kněží, takže zde bylo kolem roku 1660 slouženo ročně přibližně 1500–1600 mší svatých.Brzy se ukázalo, že první budova je příliš malá, a proto byla postavena nová budova rezidence, do níž se zdejší patres přestěhovali roku 1677. Stará budova rezidence byla dána k dispozici jako ubytovna pro poutníky, ale na počátku sloužila ještě určitou dobu jako seminář pro chudé studenty.

### Povýšení na samostatnou kolej

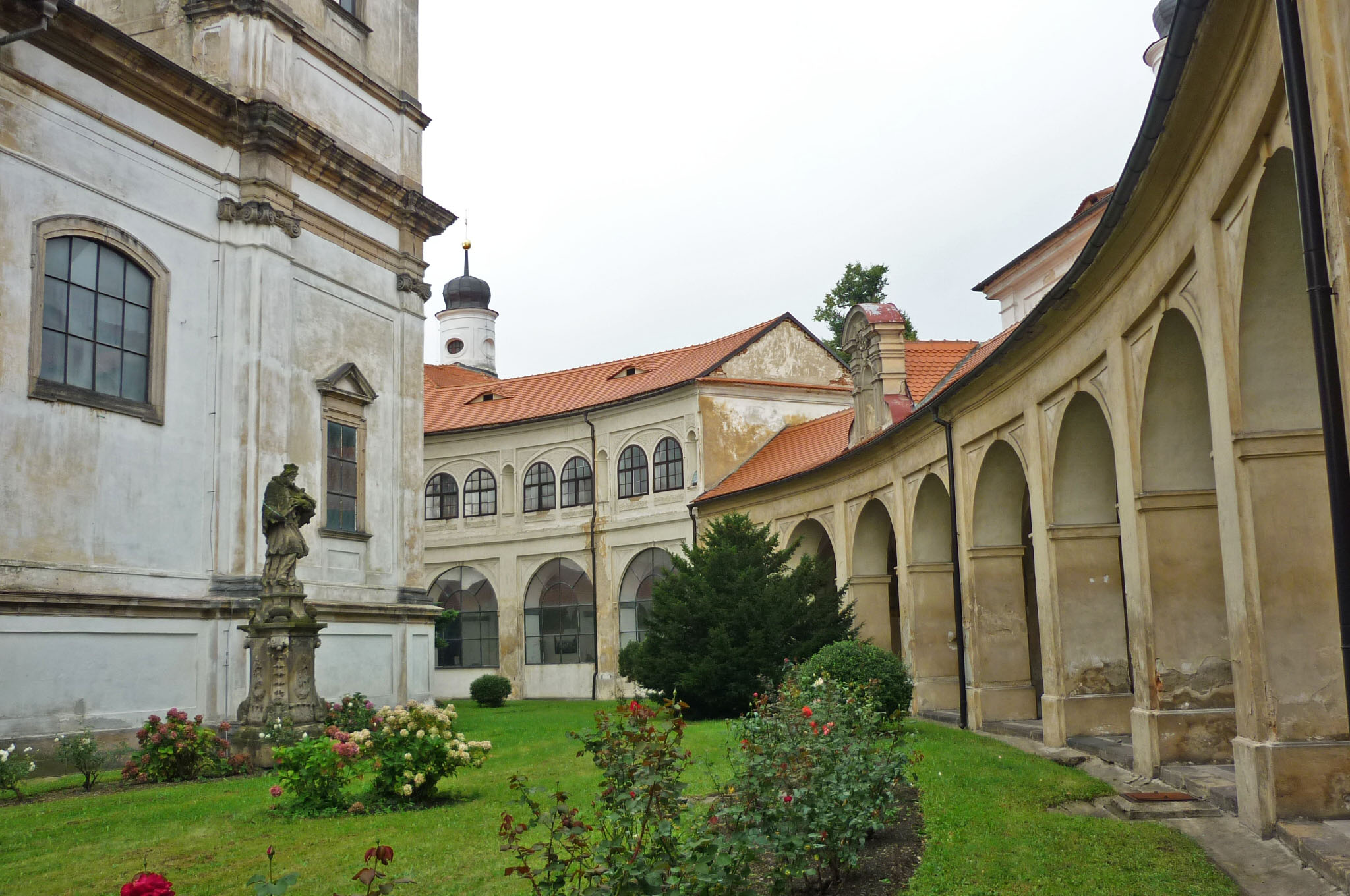
Poutní bazilika Panny Marie Bolestné v Bohosudově, kterou měli jezuité ve správě

V čele rezidence stál superior (P. Eberle 1651–1652, P. Helmreich 1652–1655 atd.). Do roku 1773 se zde vystřídalo celkem 53 představených). Roku 1677 byla rezidence povýšena na probační dům, po dvou letech zde vznikla škola pro choralisty a rezidence mohla být povýšena na samostatnou kolej (1679). O správu soběchlebského panství, kde vznikla již roku 1684 první textilní manufaktura v Čechách, se staral páter ekonom. Roku 1680 došlo i na tomto panství k neklidu poddaných, ale ten nepřerostl v otevřené povstání a nakonec došlo k smírnému urovnání mezi nevolníky a jezuitskou vrchností, i když zde zakročilo císařské vojsko.
Zatím rostl význam zdejší školy, takže od roku 1679 zde bylo již úplně jezuitské gymnázium a seminář. Celý komplex byl dovršen v letech 1701–1708 novostavbou barokního poutního chrámu (stavitelé Giulio Broggio a Octavio Broggio). Již od roku 1674 spravovali zdejší jezuité i bývalý minoritský kostel a klášter v Krupce, který do té doby spravovali jezuité z pražského Klementina. O tento kostel byl pak probační dům v Bohosudově zrušen. Po ukončení novostavby chrámu bylo postaveno roku 1723 nové křídlo koleje a dosavadní prostory byly upraveny.
Jezuité byli stále činní, například při rekatolizaci Cínovce a okolního kraje, zvláště pak v horách při saských hranicích, měli přetěžkou práci. Obyvatelé Cínovce byli protestantského vyznání. V době pobělohorské, od roku 1652, kdy se jezuitský řád Bohosudově usadil, vyvíjeli jezuité nátlak na veškeré místní obyvatelstvo, aby přestoupilo k víře katolické. Ne vždy jejich osvědčené metody zabraly, poutě ani procesí nepomáhaly, kdo ani v roce 1728 ke katolické víře nekonvertoval, musel odejít ze země. Proto se Cínovec téměř vylidnil. Exulanti odešli do saského Zinnwald-Georgenfeldu, kde rozšířili počet stávajících běženců, kteří opouštěli zemi svých otců v několika migračních vlnách - vždy podle toho, kam se zaměřily jezuitské aktivity. Málokomu v Cínovci se podařilo prodat svůj dům. Eliáš Judenfeind při odchodu do exilu svůj dům zapálil, Hans Hirsch s přáteli přesunul svůj domek na válcích přes hranice do sousedního Zinnwaldu. Jezuité z Bohosudova tak významně přispěli k rozvoji příhraničních obcí v Německu. Jejich přičiněním došlo i k realizaci nápadu přemístění domu na válcích přes hranice.Jezuité působili dál jako kazatelé v sousedních farnostech a vypomáhali i v duchovní správě. V letech 1661–1678 obrátili celkem 171 osob na katolickou víru přímo v rezidenci. Byli iniciátory při založení náboženských bratrstev, zvláště mariánských. Bohosudov se stal jedním z hlavních poutních míst litoměřické diecéze. Okolo kostela byl postaven kruhový ambit, dokončený roku 1722, do něhož bylo pojato sedm starších kaplí, v nichž bylo pak zobrazeno sedm bolestí Panny Marie.
Bohosudov velmi trpěl za sedmileté války a superior Heilman byl dokonce Prusy jako rukojmí odvlečen a musel být vyplacen. Po této válce i dalších válkách rakousko-pruských se Bohosudov jen zvolna vzpamatovával. Přesto však brzy se zde opět rozproudil čilý život a četné poutě do Bohosudova opět dokazovaly, jaké úctě se toto místo u věřících těší.

### Zrušení jezuitského řádu
Do tohoto zdárného rozvoje jezuity vylidněného kraje přichází zpráva o zrušení jezuitského řádu papežem Klementem XIV., který tak reagoval na stížnosti evropských katolických panovníků. Dne 13. října 1773 přijela do Bohosudova zvláštní komise, v níž byli krajský hejtman litoměřický Wolfgang von Schönau, generální vikář litoměřické diecéze Vavřinec Slavík a vikář ze Skorotic K. Prethold. Po přečtení zrušovacího dekretu byl veškerý majetek zabaven a čtrnáct kněží se šesti laickými bratry (posledním superiorem byl Petr Janovský) muselo Bohosudov opustit.
Bohosudovskému chrámu hrozilo pak dokonce uzavření, ale zásluhou pozdějšího litoměřického biskupa Kindermanna byl kostel prohlášen za farní a v Bohosudově byla zřízena roku 1786 lokálie. Ta byla v roce 1798 povýšena na proboštství. Jedním z proboštů byl také jezuitský spisovatel Matern Schäfer († 1811). Posledním proboštem byl Antonín Vojtěch Hnojek od roku 1849 do roku 1852, kdy toto proboštství zrušil litoměřický biskup Augustin Bartoloměj Hille a ustanovil zde faru.

### Návrat jezuitů a vznik gymnázia

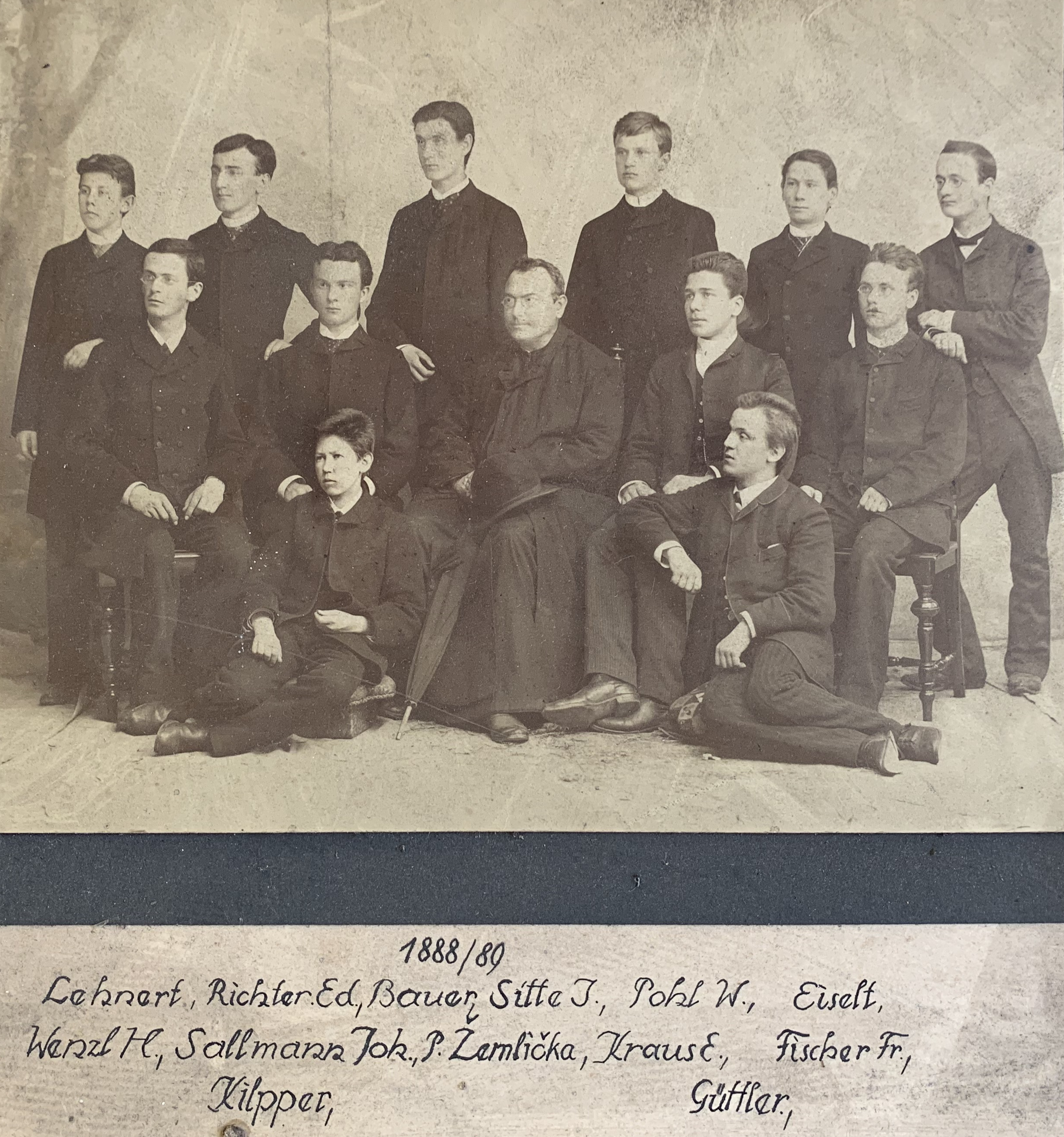
Chlapecký seminář, tzv. „Malý seminář“ v Bohosudově, tablo z let 1888-1889

V říjnu roku 1851 založil litoměřický biskup Augustin Bartoloměj Hille v císařském zámku v Horní Polici chlapecký seminář a svěřil ho jezuitům, kteří byli od roku 1850 opět uvedeni do Českých zemí. Tímto činem biskupa Hilleho se opět dostali jezuité do litoměřické diecéze. Tento seminář byl přenesen brzy na biskupský zámek do Stvolínek a již roku 1853 do Bohosudova. Po 80 letech se tedy jezuité opět vracejí. Biskup Hille dal postavit v Bohosudově novou víceposchoďovou budovu semináře, která byla roku 1855 posvěcena, a bylo v ní umístěno na 150 chovanců. Roku 1882 přibyla ještě stará školní budova, jež nyní sloužila jako „nemocniční oddělení“.
Od počátku 20. století usilovali jezuité o to, aby se zdejší soukromé gymnázium stalo veřejným. Proto bylo roku 1906 přistavěno další křídlo. Ale ani potom prostory nestačily, a tak se roku 1912 rozhodl biskup Josef Gross k velké novostavbě. Tím mohl být celý klášterní objekt stavebně uzavřen. Protože počet studentů dále vzrůstal, musel rektor koleje dr. Antonín Stahl ještě přistavět patro nad starou seminární budovou. Právo veřejnosti dostalo gymnázium roku 1917 a znovu roku 1922. V roce 1934 zde studovalo 450 studentů, kteří byli současně chovanci zdejšího chlapeckého semináře. Ústav patřil k největším v tehdejším Československu a byl zřízen podle všech moderních požadavků. Za nacistické okupace bylo gymnázium zavřeno a jezuité byli nacisty pronásledováni.
Výsledkem činnosti jezuitů na úseku školství bylo, že z bohosudovského chlapeckého semináře vyšla celá řada pozdějších kněží litoměřické diecéze. Jezuité se ovšem uplatňovali i jako lidoví misionáři a přirozeně i dále pečovali o bohosudovský farní chrám, který byl 6. června 1924 povýšen na baziliku minor. V roce 1925 se v Bohosudově konaly velké oslavy 500. výročí vzniku tohoto poutního místa a i později byl Bohosudov volen pro důležitá zasedání katolických institucí.

### Akce K
Po osvobození byla opět činnost jezuitské koleje i gymnázia obnovena a trvala až do roku 1950, kdy ji přerušila Státní bezpečnost v rámci Akce K a jezuitská kolej byla zrušena. Po zrušení jezuitské komunity byly v Bohosudově internovány řádové sestry. Některé řeholnice v Bohosudově i zemřely. Patřily mezi ně řeholní sestry z kongregace Milosrdných sester svatého Kříže s. M. Edigma Marie Pavlíková, * 27. 6. 1888 Boršice, okres Uherské Hradiště; † 22. 12. 1950 Bohosudov (čp. 34) a s. M. Vendelína Viléma Kudličková, * 24. 5. 1879 Dědice, okres Vyškov; † 8. 3. 1951 Bohosudov (čp. 34), které jsou zde také pohřbeny. Dále dominikánka s. M. Cyrila Marie Horáková, * 21. 3. 1886 Kovalovice, okres Přerov; † 12. 4. 1951 Bohosudov (čp. 34), která ale byla exhumována a pohřbena 14. 6. 1952 na Vyšehradě.

### Biskupské gymnázium Bohosudov
V roce 1993 bylo gymnázium v Bohosudově opět obnoveno litoměřickým biskupem Josefem Kouklem, a také za pomoci jezuitů, mezi nimiž je třeba jmenovat zvláště Josefa Cukra SJ. Biskupské gymnázium Bohosudov funguje dodnes (na začátku 21. století).